# Samtgemeinde Sittensen
De Samtgemeinde Sittensen is een Samtgemeinde in de Duitse deelstaat Nedersaksen. Het is een samenwerkingsverband van negen kleinere gemeenten in het midden van Landkreis Rotenburg. Het bestuur is gevestigd in Sittensen.

## Deelnemende gemeenten
1. Groß Meckelsen incl. Kuhmühlen
2. Hamersen
3. Kalbe
4. Klein Meckelsen incl.  Langenfelde en Marschhorst
5. Lengenbostel incl. Freetz
6. Sittensen
7. Tiste
8. Vierden incl. Groß- en Klein-Ippensen
9. Wohnste

Van deze deelgemeenten heeft alleen Sittensen meer dan duizend inwoners.

## Algemene informatie
De landbouw en het toerisme zijn de voornaamste middelen van bestaan. Alleen in Sittensen, dat aan een afrit van de A1 ligt, is ook sprake van handel en van logistieke bedrijvigheid.
Het gebied ligt circa 60 km ten oost-noordoosten van Bremen en circa 65 km ten west-zuidwesten van Hamburg. De Autobahn A1 heeft afrit nr. 47 in het dorp Sittensen. 

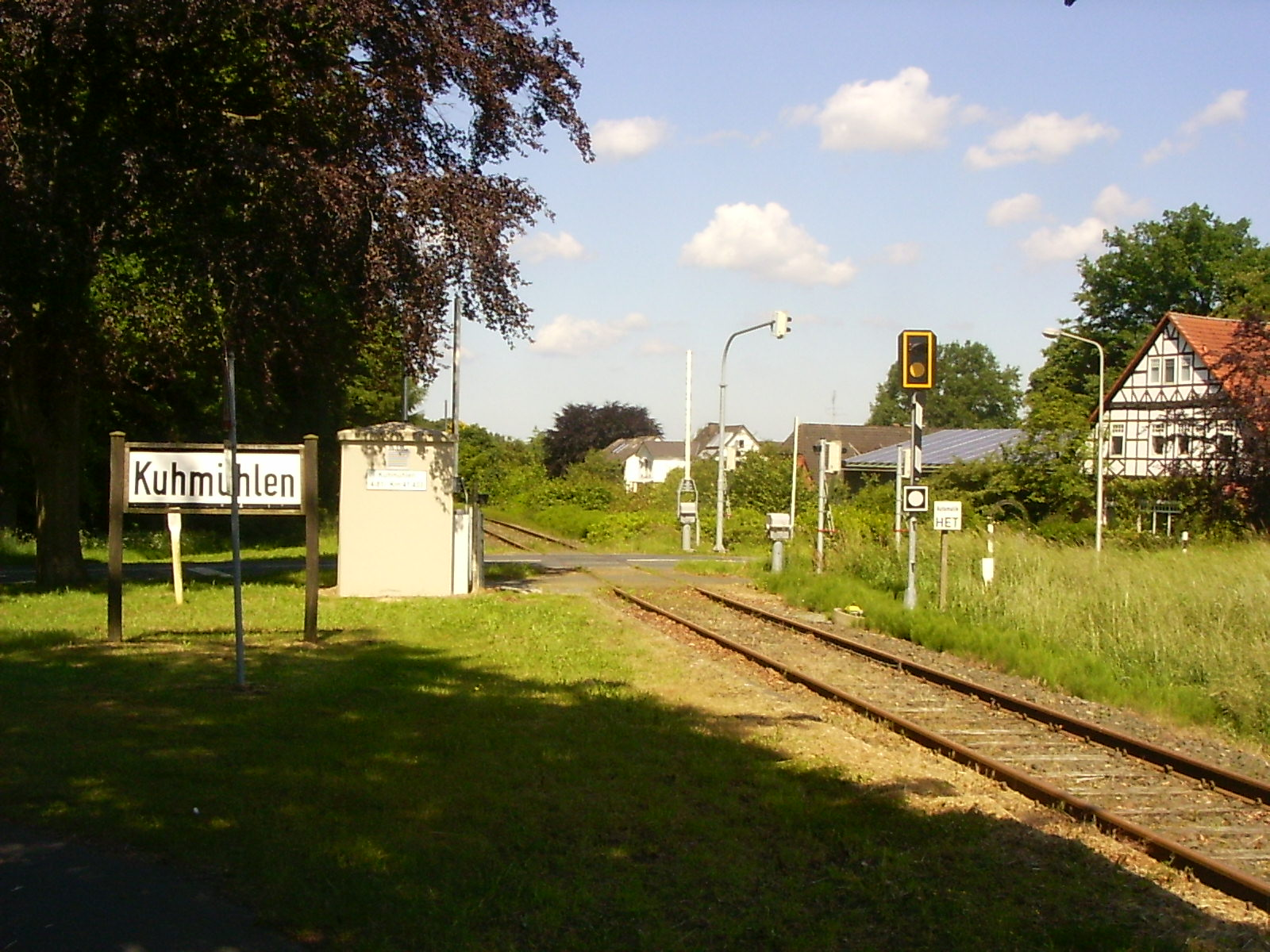
Haltepunkt Kuhmühlen

In Kuhmühlen bij Klein Meckelsen staat een niet meer gebruikt stationnetje.  Het ligt aan een spoorlijn  van Station Tostedt naar Zeven (Nedersaksen), die alleen nog door goederentreinen wordt gebruikt. 
In het 10 km ten zuidoosten van Sittensen gelegen dorp Tostedt bevindt zich  een wel voor reizigersverkeer  geopend stoptreinstation aan de spoorlijn tussen Bremen en Hamburg. Tussen dit station en Sittensen bestaat een voornamelijk op werkdagen in de spitsuren rijdende busdienst.
De Samtgemeinde is tamelijk rijk aan natuurschoon, waaronder oeverreservaten langs de rivier de Oste en enige hoogveengebieden, met name bij Tiste.
Ahausen · 
Alfstedt · 
Anderlingen · 
Basdahl · 
Bötersen · 
Bothel · 
Breddorf · 
Bremervörde · 
Brockel · 
Bülstedt · 
Deinstedt · 
Ebersdorf · 
Elsdorf · 
Farven · 
Fintel · 
Gnarrenburg · 
Groß Meckelsen · 
Gyhum · 
Hamersen · 
Hassendorf · 
Heeslingen · 
Hellwege · 
Helvesiek · 
Hemsbünde · 
Hemslingen · 
Hepstedt · 
Hipstedt · 
Horstedt · 
Kalbe · 
Kirchtimke · 
Kirchwalsede · 
Klein Meckelsen · 
Lauenbrück · 
Lengenbostel · 
Oerel · 
Ostereistedt · 
Reeßum · 
Rhade · 
Rotenburg · 
Sandbostel · 
Scheeßel · 
Seedorf · 
Selsingen · 
Sittensen · 
Sottrum · 
Stemmen · 
Tarmstedt · 
Tiste · 
Vahlde · 
Vierden · 
Visselhövede · 
Vorwerk · 
Westertimke · 
Westerwalsede · 
Wilstedt · 
Wohnste · 
Zeven